# Federația Sindicatelor Libere și Independente Petrom
Federația Sindicatelor Libere și Independente (FSLI) Petrom este un sindicat din România, înființat în anul 1990.
FSLI Petrom este implicat și în afaceri, controlând în anul 2004 circa 12 societăți comerciale din cele mai diverse domenii - industria petrolului, bănci, asigurări, media: Conservil SA, Energetica Tour SRL, Expresiv SA, Foserco SA, Global Video Media SRL, Inspet SA, Inspet SRL, Petro Security SA, Petro Trust SA, Petrosind Vest SRL, Rovit Valea Călugarească și Fotbal Club Petrolul.
Membrii sindicatului dețin și 8% din acțiunile societății Petrom.